# Prothoe irma
Prothoe irma är en fjärilsart som beskrevs av Hans Fruhstorfer 1913. Prothoe irma ingår i släktet Prothoe och familjen praktfjärilar. Inga underarter finns listade i Catalogue of Life.